# کارول زاخار
کارول زاخار (انگلیسی: Karol Zachar; ۱۲ ژانویهٔ ۱۹۱۸ – ۱۷ دسامبر ۲۰۰۳) کارگردان هنری، بازیگر، طراح صحنه و لباس، کارگردان، بازیگر تلویزیون و مربی اهل کشور اسلواکی بود.